# Aracruz
Aracruz là một đô thị thuộc bang Espírito Santo, Brasil. Đô thị này có diện tích 1436,02 km², dân số năm 2007 là 65188 người, mật độ 45,39 người/km².